# Valencin
Valencin és un municipi francès situat al departament de la Isèra i a la regió d'Alvèrnia-Roine-Alps. L'any 2007 tenia 2.405 habitants.

## Demografia

### Població
El 2007 la població de fet de Valencin era de 2.405 persones. Hi havia 802 famílies de les quals 111 eren unipersonals (70 homes vivint sols i 41 dones vivint soles), 191 parelles sense fills, 455 parelles amb fills i 45 famílies monoparentals amb fills.
La població ha evolucionat segons el següent gràfic:
Habitants censats

### Habitatges
El 2007 hi havia 865 habitatges, 819 eren l'habitatge principal de la família, 18 eren segones residències i 28 estaven desocupats. 764 eren cases i 96 eren apartaments. Dels 819 habitatges principals, 685 estaven ocupats pels seus propietaris, 121 estaven llogats i ocupats pels llogaters i 13 estaven cedits a títol gratuït; 7 tenien una cambra, 43 en tenien dues, 78 en tenien tres, 233 en tenien quatre i 457 en tenien cinc o més. 698 habitatges disposaven pel capbaix d'una plaça de pàrquing. A 256 habitatges hi havia un automòbil i a 532 n'hi havia dos o més.

### Piràmide de població
La piràmide de població per edats i sexe el 2009 era:
| Homes | Edats   | Dones |
| ----- | ------- | ----- |
| 0     | 95 o +  | 0     |
| 0     | 90 a 94 | 0     |
| 8     | 85 a 89 | 8     |
| 0     | 80 a 84 | 4     |
| 12    | 75 a 79 | 28    |
| 40    | 70 a 74 | 32    |
| 16    | 65 a 69 | 32    |
| 40    | 60 a 64 | 16    |
| 28    | 55 a 59 | 48    |
| 76    | 50 a 54 | 56    |
| 128   | 45 a 49 | 96    |
| 80    | 40 a 44 | 124   |
| 68    | 35 a 39 | 72    |
| 96    | 30 a 34 | 92    |
| 32    | 25 a 29 | 36    |
| 44    | 20 a 24 | 52    |
| 84    | 15 a 19 | 108   |
| 108   | 10 a 14 | 108   |
| 64    | 5 a 9   | 88    |
| 76    | 0 a 4   | 56    |

## Economia
El 2007 la població en edat de treballar era de 1.659 persones, 1.290 eren actives i 369 eren inactives. De les 1.290 persones actives 1.206 estaven ocupades (644 homes i 562 dones) i 84 estaven aturades (38 homes i 46 dones). De les 369 persones inactives 111 estaven jubilades, 149 estaven estudiant i 109 estaven classificades com a «altres inactius».

### Ingressos
El 2009 a Valencin hi havia 851 unitats fiscals que integraven 2.464 persones, la mediana anual d'ingressos fiscals per persona era de 22.660 €.

### Activitats econòmiques
Dels 97 establiments que hi havia el 2007, 1 era d'una empresa extractiva, 2 d'empreses alimentàries, 6 d'empreses de fabricació d'altres productes industrials, 20 d'empreses de construcció, 14 d'empreses de comerç i reparació d'automòbils, 5 d'empreses de transport, 2 d'empreses d'hostatgeria i restauració, 3 d'empreses d'informació i comunicació, 3 d'empreses financeres, 13 d'empreses immobiliàries, 17 d'empreses de serveis, 6 d'entitats de l'administració pública i 5 d'empreses classificades com a «altres activitats de serveis».
Dels 23 establiments de servei als particulars que hi havia el 2009, 2 eren tallers de reparació d'automòbils i de material agrícola, 3 paletes, 2 guixaires pintors, 2 fusteries, 5 lampisteries, 4 electricistes, 2 perruqueries, 1 restaurant i 2 agències immobiliàries.
Dels 3 establiments comercials que hi havia el 2009, 1 era una botiga de més de 120 m², 1 una fleca i 1 una llibreria.
L'any 2000 a Valencin hi havia 25 explotacions agrícoles que ocupaven un total de 550 hectàrees.

## Equipaments sanitaris i escolars
L'únic equipament sanitari que hi havia el 2009 era una farmàcia.
El 2009 hi havia 1 escola maternal i 1 escola elemental.

## Poblacions més properes
El següent diagrama mostra les poblacions més properes.